# Бахтина, Светлана Анатольевна
Светлана Анатольевна Бахтина (род. 1980) — российская гимнастка, заслуженный мастер спорта (1997), призёрка чемпионата мира.

## Биография
Родилась 26 сентября 1980 года в Воронеже.
Спортивной гимнастикой начала заниматься с четырёх лет. Её первым тренером был Геннадий Елфимов, затем тренировалась у Валерия Коршунова.
В 1995 году Светлана стала победителем молодежных Олимпийских игр в Великобритании, и в этом же году одержала победу на молодежном чемпионате Европы в Бельгии.  В 1997 году на чемпионате России стала чемпионкой в упражнениях на бревне, а также бронзовым призёром в опорном прыжке и упражнениях на брусьях. На чемпионате мира того же года в Швейцарии стала обладательницей серебряной медали в командном первенстве.
Выступала Светлана Бахтина за ВФСО «Динамо». Спортивную карьеру завершила. В 2002 году она окончила Воронежский государственный институт физической культуры. Работает тренером Воронежской специализированной детско-юношеской спортивной школы олимпийского резерва имени Ю.Э. Штукмана.